# Diplophyllum africanum
Diplophyllum africanum är en bladmossart som beskrevs av Sigfrid Wilhelm Arnell. Diplophyllum africanum ingår i släktet veckmossor, och familjen Scapaniaceae. Inga underarter finns listade i Catalogue of Life.